# Санномиськ
Санномиськ (рос. Санномыск) — село Хоринського району, Бурятії Росії. Входить до складу Сільського поселення Кульське.
Населення — 408 осіб (2015 рік).